# Izohinolin 1-oksidoreduktaza
Izohinolin 1-oksidoreduktaza (EC 1.3.99.16, izohinolinska 1-oksidoreduktaza) je enzim sa sistematskim imenom izohinolin:akceptor 1-oksidoreduktaza (hidroksilacija). Ovaj enzim katalizuje sledeću hemijsku reakciju
izohinolin + akceptor +H2O {\displaystyle \rightleftharpoons } izohinolin-1(2H)-on + redukovani akceptor
Ovaj enzim iz Pseudomonas diminuta je specifičan za N-heterociklične supstrate, uključujući izohinolin, izohinolin-5-ol, ftalazin i hinazolin. Elektronski akceptori su 1,2-benzohinon, citohrom c, fericijanid, jodonitrotetrazolijum hlorid, nitroplavo tetrazolijum, Meldola plavo i fenazin metosulfat.

## Literatura
- Nicholas C. Price; Lewis Stevens (1999). Fundamentals of Enzymology: The Cell and Molecular Biology of Catalytic Proteins (Third изд.). USA: Oxford University Press. ISBN 019850229X.
- Eric J. Toone (2006). Advances in Enzymology and Related Areas of Molecular Biology, Protein Evolution (Volume 75 изд.). Wiley-Interscience. ISBN 0471205036.
- Branden C; Tooze J. Introduction to Protein Structure. New York, NY: Garland Publishing. ISBN 0-8153-2305-0.
- Irwin H. Segel. Enzyme Kinetics: Behavior and Analysis of Rapid Equilibrium and Steady-State Enzyme Systems (Book 44 изд.). Wiley Classics Library. ISBN 0471303097.
- William P. Jencks (1987). Catalysis in Chemistry and Enzymology. Dover Publications. ISBN 0486654605.

## Spoljašnje veze
- Isoquinoline+1-oxidoreductase на 